# Geudong Alue
Geudong Alue is een bestuurslaag in het regentschap Bireuen van de provincie Atjeh, Indonesië. Geudong Alue telt 1317 inwoners (volkstelling 2010).